# Sœurs du Très-Saint-Sacrement et de la Charité
Les Sœurs du Très-Saint-Sacrement et de la Charité forment une congrégation religieuse catholique fondée en France en 1671 par Antoine Moreau, mort à 76 ans le 25 mars 1702, curé de Montoire-sur-le-Loir, "pour sauver les âmes et soulager les souffrances des corps". Elles sont dédiées à l'Eucharistie et à la charité chrétienne.

## Aujourd'hui
La maison-mère se trouvait à Bourges (Cher), d'abord à l'Hôtel-Dieu puis au XXe siècle au couvent situé avenue Arnaud-de-Vogüé.